# یواس‌اس کالاگان (دی‌دی‌جی-۹۹۴)
یواس‌اس کالاگان (دی‌دی‌جی-۹۹۴) (به انگلیسی: USS Callaghan (DDG-994)) یک کشتی بود که طول آن ۱۷۱٫۶ متر (۵۶۳ فوت) بود. این کشتی در سال ۱۹۷۹ ساخته شد.